# Pilea skutchii
Pilea skutchii là loài thực vật có hoa trong họ Tầm ma. Loài này được Killip miêu tả khoa học đầu tiên năm 1952.